# ادوارد پلو کوینان
ادوارد پلو کوینان (انگلیسی: Edward Quinan؛ ۹ ژانویه ۱۸۸۵ – ۱۳ نوامبر ۱۹۶۰) فرد نظامی اهل بریتانیا بود. وی همچنین برندهٔ جوایزی همچون نشان حمام و نشان امپراتوری بریتانیا شده‌است.